# Лезгивал
Лезгивал — неписаний кодекс лезгин, що включає всю сукупність Ісламу та лезгинських традицій, Лезгивал не був написаний, він сформувався серед народу як зведення етичних правил лезгин. Які регулюють їхні сімейні та суспільні відносини та становлять основу лезгинського характеру та вдачі, де б вона не знаходилася у світ.

## Основи Лезгивала
Відповідно до цього кодексу, щоб бути Лезгин потрібно мати ці 5 основ:
1. Дин — мати віру в Аллаха, згідно з кодексом, що не має віри, не може бути гідною людиною
2. Намус — лише гідний може бути лезгином, тому людина повинна мати честь, щоб її поважали. Цьому надається велике значення.
3. Сихил — у гідної людини має бути рід, вона не може бути безрідною. Тому він повинен знати своїх 7 предків, свій рід та підтримувати добрі стосунки з родичами.
4. Чирвал — лезгин повинен приділяти велике значення знанням, ісламським, історії та іншим. Надається більше значення історії лезгин, з її трагедіями й перемогами, вона вчить тримати розум відкритим.
5. Лезги чІал — лезгин повинен знати свою мову, щоб вважатися повноцінним лезгином. Згідно з Лезгивалом лезгинська мова є джерелом честі та гідності. Якщо джерело замутнене, то приходить загибель народу.

## Рівні Лезгивала
«Михьи Лезги» — справжній лезгин, який слідує всім приписам Ісламу, знає адати й мову. Культура, етикет, моральність високому рівні.
«ЧІуру Лезги» — той хто слабо знає адати, мову та культуру. Той, хто поводиться не зовсім правильним чином, але є шанс, що виправитися.
«Псу» — той хто не має права називати себе Лезгином, хто поводиться негідним для Лезгина образом, «ЧIуру Лезги» може стати «Михьи Лезги», а псові ніколи, він ізгой.

## Поняття Лезгивала
- Власна гідність — вимога повага до себе, не виходити за рамки дозволеного під час жартів, не давати зневажати власну честь.

- Гідність жінки — лезгин повинен захищати честь Лезгинки, навіть якщо її не знає.

- Чистота крові — лезгин повинні обирати за дружину людину не тільки своєї нації, а й свого клану (сихіл). Тому що метис, який не збереже лезгинської мови, культури, не переживатиме за свій народ, не матиме Лезгивал повною мірою.

- Родина — Де б Лезгин не знаходився, він має повернутися на свою землю, якщо він не псу. Згідно з Лезгивалом, не можна знайти повного щастя на чужині. Щоб зберегти повагу до старших, до жінки, зберегти мову та релігію, потрібно перебувати на своїй землі. (Не можна запалити вогонь серед моря)

- Рівність та братерство — всі лезгини рівні між собою, від бідного до багатого разом стають навколішки перед Аллахом. Повинні допомагати один одному, особливо в біді.

- Ввічливість — перед тим як випити воду, лезгин має запропонувати іншим. Віддати більший шматок хліба товаришеві так, щоб він цього не помітив. Не показувати свою силу слабкому.

- Помста — у лезгина існує давній звичай кровної помсти. Скільки б часу не минуло, навіть за образливе слово, у його бік чи бік його сім'ї він обов'язково помститься. Єдине правило, не можна чіпати жінок за помсти.[3]